# 명탐정 핑크퐁과 호기
《명탐정 핑크퐁과 호기》는 스마트스터디에서 만든 애니메이션이자 핑크퐁 원더스타의 후속작으로, KBS 1TV에서 2020년 9월 24일부터 2021년 4월 29일까지 매주 목요일 오후 2시 30분에 방영했다. 
명탐정 핑크퐁과 호기와 함께 매일 새로운 모험을 찾아 출동! 
초능력 호기심 대장 핑크퐁과 별과 책을 사랑하는 척척박사 호기가 원더카를 타고 
모험을 찾아 떠나는 이야기!

## 방송 일시
| 방송 채널 | 방영 기간                         | 방영 사간 |
| --------- | --------------------------------- | --------- |
| KBS 1TV   | 2020년 9월 24일 ~ 2021년 4월 29일 | 종료      |

## 등장 인물
- 핑크퐁
- 호기
- 제니
- 포키
- 코디
- 라이라
- 레이첼
- 마이언
- 조르디
- 첨리
- 프리도
- 코코
- 패트
- 빌리
- 베이커
- 조조
- 베리
- 니나
- 태니
- 터틀핀
- 샤샤

## 목소리 출연
- 조경이: 핑크퐁
- 이소은: 호기, 마이언, 망고새
- 김새해: 제니, 패트
- 송하림: 포키, 조르디, 코코, 원더카
- 정혜원: 레이첼, 첨리
- 여민정: 조조, 태니
- 김채하: 빌리, 베이커, 터틀핀, 샤샤
- 황창영: 베리, 독수리

## 제작진
- 책임프로듀서: 이경묵 (1 ~ 6화) → 김자현 (7 ~ 24화) → 박성주 (25 ~ 26화)
- 프로듀서: 목훈 김종학
- 제작: 김민석
- 제작 총괄: 정명국
- 사업 총괄: 주혜민, 권빛나
- 감독: 최성철
- 라인 프로듀서: 이동규, 김향희
- 프로덕션 매니저: 강경아, 이혜진
- 조연출: 장혜인
- 시나리오: 김근영, 박지연, 김향희, 최성철
- 스토리보드: 이지혜, 박지연, 김수경, 김정은, 최지원
- 시나리오 번역/선녹음: Ani100
- 뮤지컬송 감독/작곡: 고민정
- 뮤지컬송 기획: 고민정, 변희선, 정혜영, 황현지
- 뮤지컬송 편곡: 임자연, 박해형, 강명수
- 뮤지컬송 믹싱/마스터링: 최병욱
- 영문 가이드: 안혜숙, 김호중, Anya Floris
- 영문 가사 감수: Andrew Bailey
- 아트디렉터: 이주현
- 캐릭터/배경/소품 디자인: 김혜민, 권현아, 김나래, 배상화, 김아란, 홍원화, 최재영, 이나연
- 에셋 슈퍼바이저: 최상호, 유경수
- 캐릭터/배경/소품 모델링: 유경수, 김종순, 이혜원, 정민혁, 장하림, 정화령
- 리깅: 최상호, 이경민, 김성훈
- 애니메이션 슈퍼바이저: 안용구, 김성민, 박희정, 송영진, 이금환
- 애니메이션: 민슬아, 전빛나, 박희정, 송영진, 이금환
- 라이팅/합성 슈퍼바이저: 임현철
- 배급/마케팅: 김난새, 안지현, 박지혜, 이동하, 윤현조
- 라이선스 사업: 장은영, 김예은, 최수이, 김영신, 김영경, 정아라, 최근영, 이은주, 전유나
- 브랜드 디자인: 박지은, 김지은, 김주현
- 제작협력: 비원비주얼이펙츠, 피어스비주얼웍스, 88브릭스
- 음향/배경음악 감독: 임자연
- 배경음악 작곡: 임자연, 박해형, 강명수
- 사운드 디자인/음향효과: 펑크타이어스튜디오_김근채, A7Tive스튜디오_윤기선
- 주제가 작곡: 임자연
- 주제가 편곡: 임자연, 박해형
- 여는 노래/닫는 노래: 이정은, 조경이, 이소은
- 녹음/믹싱: 펑크타이어스튜디오 김근채, 윤기선
- 안무: 고민정, 오지혜, 정진영
- 홈페이지: KBS미디어 정유현
- 컴퓨터그래픽: 황은서
- 종합편집: 강희수
- 조연출: 차한결
- 연출: 목훈
- 기획: KBS
- 제작: SMARTSTUDY
- 저작권: SMARTSTUDY All Rights Reserved.

## 방영 목록
| 회차       | 방송 일자        | 주제                   |
| ---------- | ---------------- | ---------------------- |
| 1화        | 2020년 9월 24일  | 망고새를 잡아라        |
| 2화        | 2020년 10월 8일  | 출동! 원더카           |
| 3화        | 2020년 10월 15일 | 꽉꽉이를 부탁해        |
| 4화        | 2020년 10월 29일 | 치즈 대소동            |
| 5화        | 2020년 11월 5일  | 불꽃 터틀핀            |
| 6화        | 2020년 11월 12일 | 눈사람이 보고싶어      |
| 7화        | 2020년 11월 19일 | 베이커의 나쁜 버릇     |
| 8화        | 2020년 11월 26일 | 대결! 인공지능 로봇    |
| 9화        | 2020년 12월 3일  | 까칠한 아랫층 친구     |
| 10화       | 2020년 12월 10일 | 괴물이 나타났다!       |
| 11화       | 2020년 12월 17일 | 무서운 새가 나타났다!  |
| 12화       | 2020년 12월 24일 | 다음 이야기가 궁금해   |
| 13화       | 2020년 12월 31일 | 운명의 친구를 찾아서   |
| 14화       | 2021년 1월 7일   | 수수께끼의 친구        |
| 15화       | 2021년 1월 14일  | 악동 샤샤가 나타났다!  |
| 16화       | 2021년 1월 21일  | 마지막 꽃잎            |
| 17화       | 2021년 1월 28일  | 화가난 호기            |
| 18화       | 2021년 2월 18일  | 누가 더 빠를까?        |
| 19화       | 2021년 2월 25일  | 태니의 노래            |
| 20화       | 2021년 3월 4일   | 냄새의 주인은 누구?    |
| 21화       | 2021년 3월 11일  | 투명망토 대소동        |
| 22화       | 2021년 3월 25일  | 사라진 케이크          |
| 23화       | 2021년 4월 8일   | 최고의 피리를 찾아서   |
| 24화       | 2021년 4월 15일  | 서운해 호기!           |
| 25화       | 2021년 4월 22일  | 호기의 깜짝선물        |
| 최종화(26) | 2021년 4월 29일  | 우리들은 진정한 친구야 |

## 결방 및 편성안내
- 2020년 10월 1일 추석 연휴의 관계로 인해 결방되었다.
- 2020년 10월 22일 시사직격: 무엇이 이들을 죽게 하나 제1편 목숨이 낙엽처럼, 공사장 추락사의 관계로 인해 결방되었다.
- 2021년 2월 4일 중계방송 국회 대정부질문-정치·외교·통일·안보 분야의 관계로 인해 결방되었다.
- 2021년 2월 11일 설날 연휴의 관계로 인해 결방되었다.
- 2021년 3월 18일 2021 서울시장 보궐선거 후보 초청 토론회 관계로 결방되었다.